# Windmotor Blesdijke
De Windmotor Blesdijke is een poldermolen bij het Fries-Stellingwerfse dorp Blesdijke, dat in de Nederlandse gemeente Weststellingwerf ligt.

## Beschrijving
De Windmotor Blesdijke is een maalvaardige Amerikaanse windmotor. Hij staat in de buurt van de Linde, ongeveer twee kilometer ten noorden van het dorp. De molen werd in 2005 nieuw samengesteld uit delen van elders afgebroken windmotoren, onder meer van een exemplaar van het type Record 16 dat voorheen in de buurt van Giekerk stond. Andere onderdelen van de molen werden nieuw vervaardigd, waaronder de tandwieloverbrenging. De windmotor heeft achttien bladen van roestvrij staal, een toren van zeven meter hoog en is volledig verzinkt. Hij is eigendom van het Wetterskip Fryslân en niet voor publiek geopend.